# Lekcjonarz 71
Lekcjonarz 71 (według numeracji Gregory-Aland), oznaczany przy pomocy siglum ℓ 71 – rękopis Nowego Testamentu pisany minuskułą na pergaminie w języku greckim z XI wieku. Służył do czytań liturgicznych.

## Opis rękopisu
Kodeks zawiera wybór lekcji z Ewangelii do czytań liturgicznych, na 159 pergaminowych kartach (31,7 cm na 22,8 cm). Lekcje pochodzą z Ewangelii Jana, Mateusza i Łukasza. Niektóre z jego kart został utracone i uzupełnione później na papierze.
Tekst rękopisu pisany jest dwoma kolumnami na stronę, 25–27 linijek w kolumnie. Pisany jest minuskułą.
Tekst Pericope adulterae zamieszczony został w skróconej formie (Jan 8,3-11). Z punktu widzenia krytyki tekstu reprezentuje bizantyńską tradycję tekstualną.

## Historia
Według kolofonu sporządzony został w roku 1066, przez prezbitera Jana dla mnicha Georga. Rękopis badał Scholz, który dodał go do listy rękopisów Nowego Testamentu. Badał go również i sporządził krótki jego opis Paul Martin oraz Henri Omont.
Obecnie przechowywany jest we Francuskiej Bibliotece Narodowej w Paryżu, pod numerem katalogowym Gr. 289.
Nie jest cytowany w naukowych wydaniach greckiego Novum Testamentum Nestle-Alanda (UBS3).